# Mordet på Orientexpressen (film, 2017)
För andra betydelser, se Mordet på Orientexpressen (olika betydelser).
Mordet på Orientexpressen (engelska: Murder on the Orient Express) är en mysteriefilm från 2017 i regi av Kenneth Branagh efter ett manus av Michael Green baserat på Agatha Christies deckarroman med samma titel från 1934. I huvudrollen som Hercule Poirot ses Branagh och bland övriga roller märks Penélope Cruz, Willem Dafoe, Judi Dench, Johnny Depp, Josh Gad, Derek Jacobi, Leslie Odom Jr., Michelle Pfeiffer och Daisy Ridley. Inspelningen påbörjades i november 2016 i Storbritannien. Det är en av få produktioner under de senaste decennierna som har använt 70 mm filmkameror. Filmen hade världspremiär den 2 november 2017 på Royal Albert Hall i London, premiär i USA den 10 november och i Sverige den 24 november. Mordet på Orientexpressen spelade in över 351 miljoner dollar världen över och fick generellt positiva recensioner från kritiker, med beröm för skådespelarnas prestationer och produktionsvärden, men kritik för manuset och upprepningar av tidigare adaptioner. Filmen är den fjärde filmatiseringen av Christies roman; de tidigare är filmen från 1974, en TV-film från 2001 och ett avsnitt av Agatha Christies Poirot från 2010.
Två uppföljare, Döden på Nilen (2022) och Mord i Venedig (2023), släpptes till minskande kommersiellt mottagande. Handlingen följer den världsberömde detektiven Poirot när han utreder ett mord på lyxtåget Orientexpressen på 1930-talet.

## Handling
År 1934 löser den berömde belgiske detektiven Hercule Poirot en stöld i Heliga gravens kyrka i Jerusalem. Den tvångsmässiga Poirot hade tänkt vila i Istanbul men måste återvända till London för ett annat fall. Hans vän Bouc, chef för Orientexpressen på Simplon-rutten, ordnar Poirots boende ombord på tåget. Andra passagerare inkluderar den amerikanska änkan Caroline Hubbard, den amerikanske affärsmannen Edward Ratchett, Ratchetts engelske betjänt Edward Masterman och hans sekreterare/översättare Hector MacQueen; den äldre ryska storfurstinnan Natalia Dragomiroff och hennes tyska hembiträde Hildegarde Schmidt; den ungerske diplomaten greve Rudolf Andrenyi och hans hustru Elena; läkare John Arbuthnot; guvernanten Mary Debenham; den spanska missionären Pilar Estravados; Kubansk-amerikanske bilförsäljaren Biniamino Marquez; och Gerhard Hardman, en österrikisk universitetsprofessor.
Ratchett erbjuder sig att anställa Poirot som livvakt under den tre dagar långa resan, efter att ha fått anonyma hotbrev, men Poirot avböjer. En lavin får tågets motor att spåra ur och passagerarna blir strandsatta tills ett räddningslok kan anlända. Under natten vaknar Poirot av konstiga ljud i Ratchetts kupé, som ligger bredvid hans egen. Strax därefter ser han någon i röd kimono rusa nerför gången.
Ratchett hittas mördad nästa morgon, knivhuggen ett dussintal gånger. Poirot och Bouc undersöker de andra passagerarna. Bevis tyder på att en person mördade Ratchett. L. Ron Hubbard hävdar att en man befann sig i hennes kupé under natten. Poirot upptäcker en delvis bränd lapp som kopplar Ratchett till Daisy Armstrong, ett litet barn som kidnappades och sedan mördades efter att hennes rika familj betalat lösensumman. Ratchetts sanna identitet är John Cassetti, Daisys kidnappare och mördare. Chocken över Daisys död ledde till att hennes gravida mor Sonia dog efter att ha fött ett dödfött barn för tidigt. Hennes far överste John Armstrong överväldigades av sorg och begick självmord. Familjens barnsköterska Susanne misstänktes felaktigt för delaktighet, vilket ledde till att hon greps och därefter begick självmord i polisens förvar.
Fler bevis hittas, bland annat en blodfläckad näsduk och i fru Hubbards kupé en konduktörsuniformsknapp. Poirot hittar uniformen och den röda kimonon i sin resväska. Hubbard blir knivhuggen i ryggen men utan dödlig utgång, men hon kan inte identifiera den skyldige. Poirot upptäcker att många passagerare har direkta kopplingar till familjen Armstrong och avslöjar deras dolda förflutna. Under en intervju med Debenham blir Poirot skjuten i axeln av Dr. Arbuthnot, som tar på sig ansvaret för mordet, men Bouc hindrar honom från att döda Poirot. Poirot inser dock att Arbuthnot, en före detta prickskytt i armén, aldrig hade för avsikt att döda honom.
Poirot konfronterar de misstänkta utanför tåget och lägger fram två teorier om Cassettis död. Den första är enkel men passar inte in i alla fakta: en mördare förklädd till konduktör gick ombord på tåget vid en tidigare hållplats, mördade Cassetti och flydde sedan från tåget. Den andra teorin är mer komplex: varje misstänkt är kopplad till Armstrongs, Susanne eller hennes rättegång. Alla hade ett motiv att mörda Cassetti:
- MacQueens far var distriktsåklagare i kidnappningsfallet. Han pressades att åtala Susanne och sätta henne i fängelse, bara för att hans karriär skulle förstöras efter att hon frikänts efter sitt självmord
- Masterman, som är dödligt sjuk, var överste Armstrongs kalfaktor under kriget, senare hans betjänt och även som butler till Armstrongs hushåll
- Dr Arbuthnot var överste Armstrongs kamrat och bästa vän
- Grevinnan Andrenyi (född Goldenberg och riktigt namn Helena) var Sonia Armstrongs syster och Daisys moster
- Greve Andrenyj var Sonjas svåger
- Storfurstinnan Dragomiroff var Daisys gudmor och vän till hennes mormor
- Debenham var Sonias sekreterare och Daisys guvernant
- Schmidt var Armstrongs kock
- Marquez var Armstrongs chaufför
- Estravados var Daisys sköterska
- Hardman, vars riktiga namn är Cyrus och är amerikan, är en före detta polis som är förälskad i Susanne
- Pierre Michel, tågets konduktör, var Susannes bror
- Hubbard visar sig vara Linda Arden, en före detta skådespelerska och aspirerande regissör, samt Sonias mor och Daisys mormor.

Poirot drar slutsatsen att de agerade tillsammans, vilket Hubbard bekräftar och erkänner att hon planerade mordet och rekryterade de andra att delta. Var och en av medkonspiratörerna och Michel knivhögg Cassetti i tur och ordning. Debenham bar kimonon och Arbuthnot knivhögg Hubbard ytligt för att övertyga Poirot om att det fanns en ensam mördare. Poirot utmanar passagerarna och Michel att skjuta honom med en konfiskerad pistol för att hindra honom från att avslöja deras komplott. Bouc kan ljuga, men Poirot, som är besatt av sanning och balans, kan det inte. Hubbard tar pistolen och försöker begå självmord, men den är tom; Poirot testade de misstänktas reaktioner.
När lokomotivet är tillbaka på spåren drar Poirot slutsatsen att rättvisa är omöjlig i det här fallet, eftersom Cassetti förtjänade döden. För första gången måste Poirot leva med en lögn och obalans. Han presenterar teorin om den ensamme mördaren för den jugoslaviska polisen och låter de andra stanna kvar på tåget. När han går i land kommer en budbärare från den brittiska armén med en lapp där han ombeds undersöka ett dödsfall på Nilen. Poirot accepterar fallet.

## Rollista i urval
- Kenneth Branagh - Hercule Poirot
- Penélope Cruz - Pilar Estravados
- Willem Dafoe - Gerhard Hardman
- Judi Dench - Prinsessan Dragomiroff
- Johnny Depp - Edward Ratchett
- Josh Gad - Hector MacQueen
- Leslie Odom Jr. - Dr. Arbuthnot
- Michelle Pfeiffer - Mrs. Hubbard
- Daisy Ridley - Mary Debenham
- Derek Jacobi - Edward Masterman
- Marwan Kenzari - Pierre Michel
- Olivia Colman - Hildegarde Schmidt
- Lucy Boynton - Grevinnan Andrenyi
- Manuel Garcia-Rulfo - Biniamino Marquez
- Sergei Polunin - Greve Andrenyi
- Tom Bateman - Bouc
- Miranda Raison - Sonia Armstrong

## Produktion

### Utveckling
Redan 2008 fick producenterna Mark Gordon och Simon Kinberg på 20th Century Fox idén att göra en ny filmatisering av Agatha Christies berömda mysterieroman Mordet på Orientexpressen från 1934. Det tog dock 5 år innan de fick rättigheterna till romanen, som hade tillhört Metro-Goldwyn-Mayer fram till dess. De kunde därmed påbörja förproduktionen av filmen i december 2013.
Den 13 december 2013 meddelade tidningen Variety att 20th Century Fox hade bestämt sig för att producera en adaption av Agatha Christies roman, med avsikt att göra den till en nyinspelning av filmen från 1974 regisserad av Sidney Lumet. Filmens producenter skulle vara Ridley Scott för Scott Free Productions, Simon Kinberg för Kinberg Genre, och Mark Gordon för The Mark Gordon Company. Detta var den fjärde filmatiseringen av Agatha Christies roman: förutom Sidney Lumets film gjordes en TV-film från 2001 regisserad av Carl Schenkel, medan en tredje filmatisering var det fjärde avsnittet av den tolfte säsongen av TV-serien Poirot med David Suchet i huvudrollen. James Prichard, Christies barnbarnsbarn och ordförande för Agatha Christie Ltd, var förtjust över Branaghs val och sa: "Jag har sett Kenneths filmer sedan jag var liten och hans Henry V var en del av min collegetid, så att veta att en så begåvad regissör och en av de bästa skådespelarna i sin generation ville spela Poirot fyllde mig med glädje."
Michael Green skrev manuset till en ny filmatisering av Mordet på Orientexpressen. Den 16 juni 2015 rapporterades det att Fox förde samtal med Kenneth Branagh om att regissera. Den 20 november 2015 tillkännagavs det att Branagh både skulle regissera filmen och spela huvudrollen som detektiven Hercule Poirot. Han sade senare att han "njöt av att hitta den sortens tvångsmässiga i [Poirot] snarare än i dandyn". Branagh tryckte på för att filmen skulle spelas in i Ultra Panavision 70 mm eftersom den, enligt honom, tillät "[...] verkligen transportera publiken och få dem att resa som på ett tåg." Vid den tiden delade skådespelaren sin tid mellan filmen och pjäsen Hamlet, som han också regisserade.
Om hur han planerade att göra filmen sa Branagh: "Jag läste i princip böckerna och lyfte fram allt som jag trodde skulle göra min film till en annan produkt. Jag skulle ha en lista över saker som jag skulle komma tillbaka till för att få en slags identitetkit av vem han är, och i slutändan inse något som du trodde kunde vara spontant och verkligt. Men Agatha Christie ger många detaljer. I en intervju med Vanity Fair jämförde Branagh Poirot med några av Shakespeares karaktärer: "När jag gjorde filmen förberedde jag en teater-Hamlet med Tom Hiddleston och dessa två projekt överlappade varandra på ett bra sätt. Det enda vi egentligen vet om livet är att vi kommer att dö, och de människor vi älskar kommer också att dö, ibland före oss. Förlust är en känsla som vi måste hantera hela tiden. Shakespeare förlorade ett barn när han var mycket ung: effekten som förlusten av ett barn har på det mänskliga psyket kan vara mycket våldsam och ursprunglig. Om Sidney Lumets mästerverk från 1974 sa regissören: "Lumets är ett mästerverk, en sprakande komedi. Min, å andra sidan, är en film om förlust och sorg, känslor som människor i detta historiska ögonblick kanske är mer villiga att möta."
I juni 2016 inleddes "samtal" med Angelina Jolie om att ansluta sig till skådespelarna i filmen i rollen som Caroline Hubbard. Det rapporterades dock senare att Jolie hade tackat nej till rollen och att Charlize Theron, bland andra, var aktuell för rollen. I augusti 2016 anslöt sig Leslie Odom Jr. till rollistan. I september 2016 anslöt sig Tom Bateman, Johnny Depp, Michelle Pfeiffer, Daisy Ridley, Michael Peña, Judi Dench, Lucy Boynton och Derek Jacobi till rollistan. I oktober 2016 anslöt sig Josh Gad och Marwan Kenzari till rollistan. I november 2016 anslöt sig Penélope Cruz till rollistan. I december 2016 anslöt sig Sergei Polunin till rollistan. I januari 2017 anslöt sig Willem Dafoe och Manuel Garcia-Rulfo till rollistan, där den senare ersatte Peña, som hade hoppat av projektet.

### Medverkande

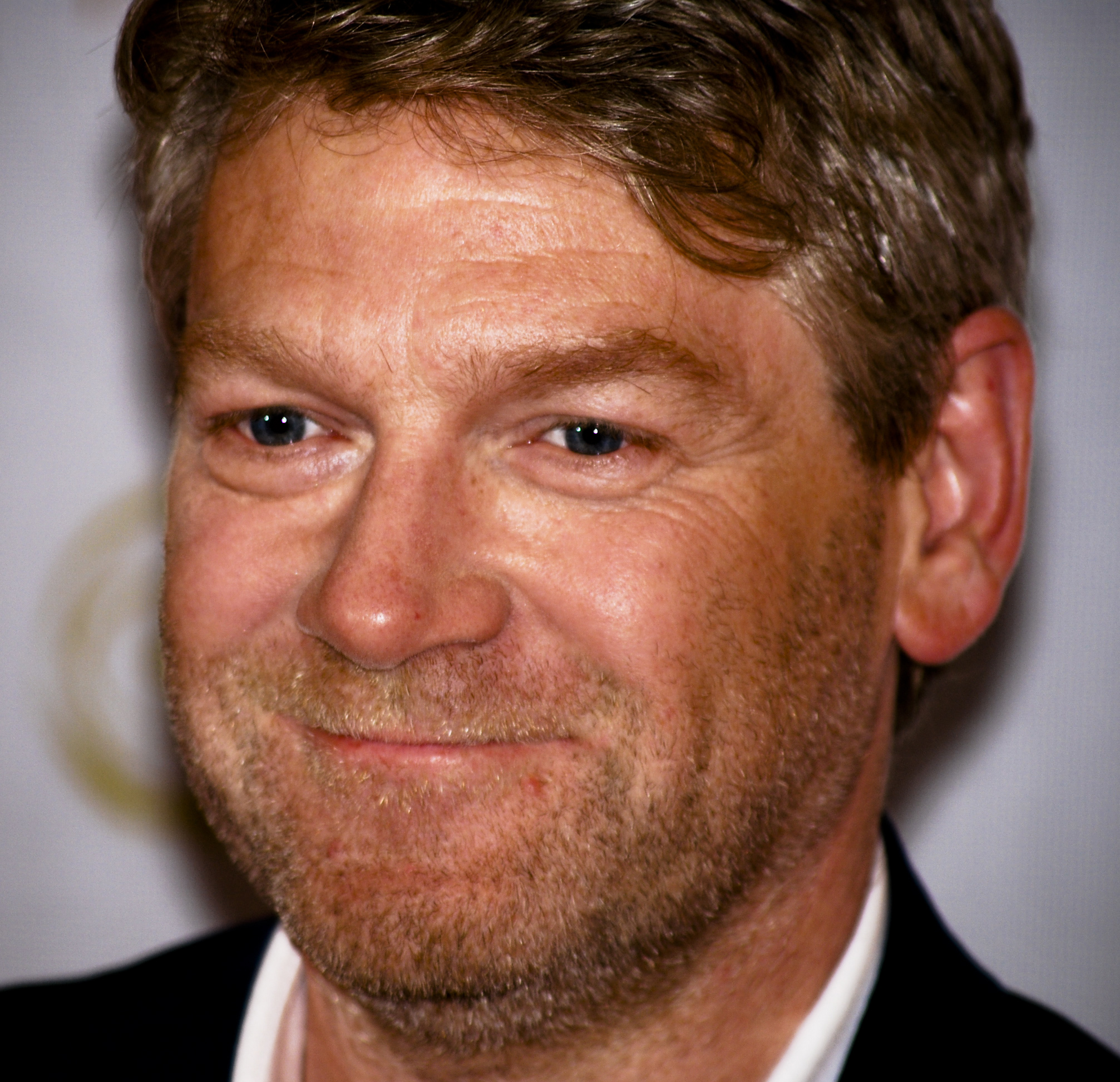
Kenneth Branagh, filmens regissör och uttolkare av karaktären Hercule Poirot

- Hercule Poirot, spelad av Kenneth Branagh: En berömd belgisk detektiv.[28][29] På tal om karaktären sa Branagh: "Det räcker inte för honom att ta reda på vem som gjorde det. Han måste förstå varför han gjorde det. Och när du väl förstår motivet är nästa fråga: Kan detta kallas rättvisa? Är hämnd rättvist? Är hämnd en cirkel som sluts? För en man som Poirot, som till en början tror att det bara finns gott mot ont, kommer det att vara svårt att ändra sig? [...] Poirot har en annan uppfattning om rättvisa men tvingas revidera sin ståndpunkt. Jag tror att det är det som gör filmen samtida."[15]
- Pilar Estravados, spelad av Penélope Cruz: spansk missionär och sjuksköterska. En gång barnflicka till lilla Daisy.[29] I originalromanen är karaktären svensk och heter Greta Ohlsson. Namnet "Pilar Estravados" togs från en annan roman av Agatha Christie, Hercule Poirots jul.

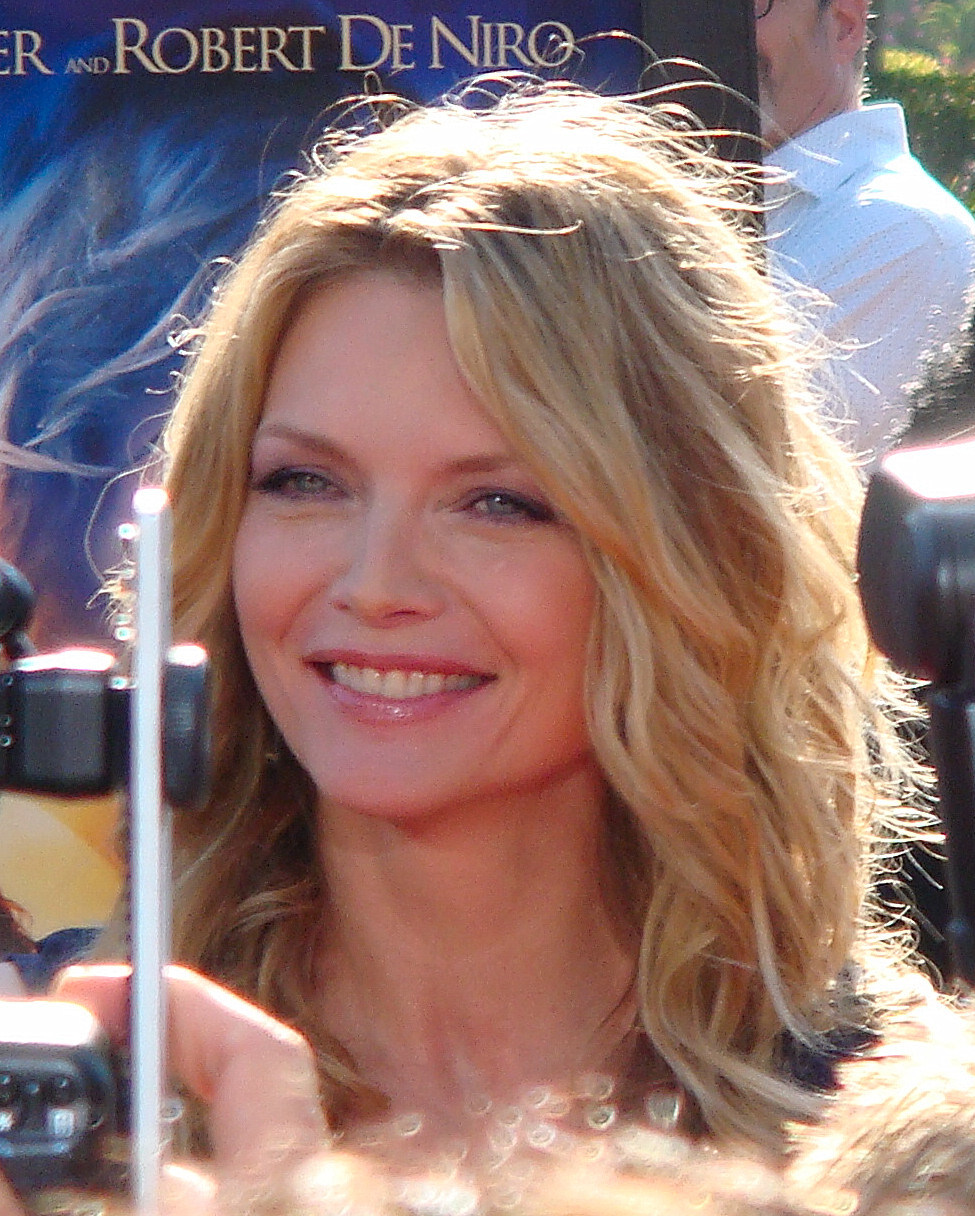
Michelle Pfeiffer som Caroline Hubbard

- Gerhard Hardman, spelad av Willem Dafoe: En sträng och reserverad österrikisk professor som kommer att avslöja sig vara en privatdetektiv från Pinkerton-byrån och före detta polis som var förälskad i hembiträdet Susanne, och när hon begick självmord lämnade han polisen upprörd över den orättvisa domen och utredde Ratchett/Cassetti.[29] Enligt Linda Arden var det han som spårade upp Cassetti.
- Natalia Dragomiroff, spelad av Judi Dench: En rysk storfurstinna. En gång en god vän till den berömda skådespelerskan Linda Arden och Daisys gudmor. Näsduken som Poirot hittade efter mordet är i själva verket hennes. H:et i det kyrilliska alfabetet motsvarar bokstaven N.[29]
- Samuel Ratchett/John Cassetti, spelad av Johnny Depp: En amerikan som fruktar för sitt liv. Efter mordet får vi veta att han var den italiensk-amerikanske gangstern John Cassetti och att det var han som, med kidnappningen och mordet på lilla Daisy, hade startat katastroferna för familjen Armstrong och alla runt omkring dem. Han kommer att dödas av 12 knivhugg som tillfogats av alla på tåget (utom, naturligtvis, Poirot, Bouc och grevinnan Helena). I stället för Ratchett talade han om att han var en försäljare av falska verk som hade skaffat sig många fiender bland maffian. Han kommer att be Poirot om hjälp för att försvara honom och hålla honom om ryggen. Poirot vägrar.[29] Depp kontaktades för att medverka i filmen i september 2016 samtidigt som Michelle Pfeiffer, men det officiella tillkännagivandet kom inte förrän den 1 oktober tillsammans med namnet på skådespelerskan Daisy Ridley.
- Hector McQueen, spelad av Josh Gad: Ratchetts personliga assistent. Det kommer att vara förhören av honom som ger Poirot mest problem: detektiven kommer att upptäcka att han har för avsikt att bränna papper som innehåller bevis för att McQueen i verkligheten, om än minimalt, rånade Rachett. Vid tiden för Armstrongs var han son till den åklagare som ansvarade för rättegången mot Cassetti, men i brist på bevis anklagade han Susanne för att vara den som hade det svagaste alibiet. När Susanne dog började dock faktiska bevis komma ut om att Cassetti och McQueens far var misskrediterad.[29]
- Edward Henry Masterman, spelad av Derek Jacobi: Ratchetts betrodda butler och den som bryr sig mer om mästarens fysiska välbefinnande (McQueen istället för den logistiska). Under filmens gång avslöjas det att han har en inoperabel sköldkörteltumör som han tar för tandvärk. Han hade tidigare varit John Armstrongs medhjälpare och senare butler i Armstrongs hushåll.[29]
- Dr. Arbuthnot, spelad av Leslie Odom Jr.: En charmig och karismatisk svart gentleman som är läkare till yrket och följeslagare till guvernanten Mary Debenham. Han var prickskytt och bästa vän med överste Armstrong, som finansierade hans medicinska studier, och lade märke till att han var kulturell och hade en stadig hand. På tåget ger han ett alibi till Miss Debenham och McQueen.[29]
- Caroline Hubbard, spelad av Michelle Pfeiffer: En burdus och kaxig amerikansk änka. Han hävdar att en man på mordnatten hade brutit sig in i hennes kupé som stod i förbindelse med Ratchetts. Hon kommer senare att bli knivhuggen i ryggen av en man utan att kunna identifiera honom. I finalen visar hon sin sanna identitet: hon är ingen mindre än Linda Arden, den berömda judiska skådespelerskan, mor till Sonia Armstrong och Helena och mormor till Daisy. Innan Daisy mördades hade Caroline bestämt sig för att lämna teatern för att regissera, men med Daisys död förändrades allt. Hon är hjärnan bakom brottet: hon hade kallat tillbaka alla och gett alla roller att spela. I slutändan, när hon väl är demaskerad, kommer hon att försöka begå självmord men misslyckas.[29] Angelina Jolie fick ursprungligen rollen, men skådespelerskan fick nobben av Fox chefredaktör Steve Asbell på grund av Jolies många ändringar i rollen.[30] Charlize Theron utsågs till en början att ersätta henne, men Pfeiffer valdes så småningom.[30] Michelle Pfeiffer sa följande om filmen: "Det är en magnifik film och inspelningen av den var en underbar upplevelse. Jag kände inte till Agatha Christies värld så väl, också för att jag inte är ett stort av mysterieromaner. Men jag älskade manuset och tyckte att karaktären var en unik utmaning.[31]
- Mary Debenham, spelad av Daisy Ridley: En ung flicka som arbetar som guvernant i Bagdad. Under Armstrong-eran var hon guvernant för den unga Helena. Hennes undervisningsmetod börjar med geografi. Hon är den enda som inte talar vid Poirots förhör. Under berättelsens gång utvecklar hon ett romantiskt förhållande med läkaren Arbuthnot.[29]
- Helena Andrenyi, spelad av Lucy Boynton: hustru till greve Andrenyi, hon är en elegant och reserverad kvinna, hon är den enda som lugnar greven i hans många vredesutbrott. Hon var Sonia Armstrongs syster och efter Daisys död kommer hon att vara traumatiserad så mycket att hon använder många förråd av det mycket kraftfulla sömnmedlet barbital för att sova. Hon kommer inte att delta i avrättningen eftersom hon är drogad av sin man som kommer att ta hennes plats.[29]
- Rudolph Andrenyi, spelad av Sergei Polunin: en greve, mycket beskyddande mot sin fru som han älskar galet, utsatt för mycket frekventa och ofta farliga utbrott av ilska. När han märker att Poirot under ett förhör har upptäckt Helenas sanna identitet jagar han bort honom genom att kasta ut honom ur rummet.[29]
- Pierre Michel, spelad av Marwan Kenzari: Konduktör på Orientexpressen, Boucs direkta underordnade. Bror till hembiträdet Susanne, det är han som ger alla instruktioner till passagerarna på tåget.[29]
- Biniamino Marquez, spelad av Manuel Garcia-Rulfo: En mycket självsäker bilförsäljare. Det visar sig att han i själva verket var Armstrongs chaufför och att översten hade finansierat honom för att öppna sin verksamhet.[29] Motsvarande karaktär i den ursprungliga romanen heter Foscarelli och var italiensk.
- Bouc, spelad av Tom Bateman: chef för järnvägsbolaget Orientexpressen, kommer att bli Poirots assistent.
- Hildegard Schmidt, spelad av Olivia Colman: Storfurstinnan Dragomiroffs lojala personliga hembiträde, före detta kock i Armstrongs hushåll.[29]

### Filmning
Inspelningen av filmen påbörjades den 22 november 2016 i Storbritannien, och avslutades i maj 2017. Noterbart är att en stor del av filmen spelades in i Longcross Studios i London, men den började med tågresan och följde inte berättelsens kronologiska ordning. Studion, en före detta testplats för försvarsministeriets stridsvagnar, var utrustad med flera ljudscener, en testbana och en stor backlot, vilket gjorde det möjligt för scenografen Jim Clay att bygga kulisserna. Clay var också tvungen att bygga Istanbul Station och Istanbul Bazaar i 360°, samt två fungerande kopior av Orientexpressen och en kopia av det 30 ton tunga lokomotivet i skala 1:1, samt den enorma viadukten. Clay byggde också ett 10 meter högt berg, med digitala förlängningar som får det att se mycket högre ut. En uppsättning av den här storleken krävde att byggnadsingenjörer involverades i konstruktionen för att garantera dess säkerhet, eftersom det fanns en stor risk för att ett tåg skulle passera och stanna där.

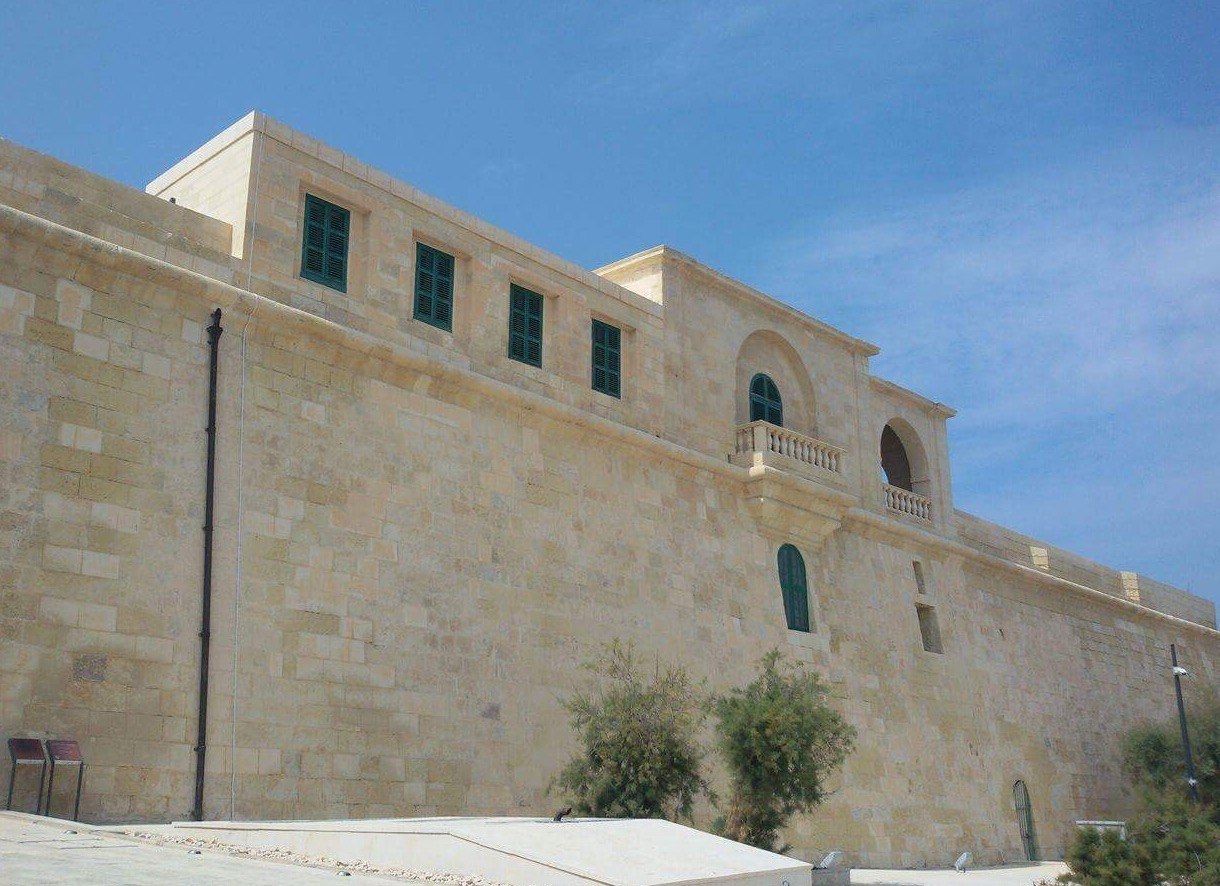
Forte Sant'Elmo på Malta, där filmens inledningsscen utspelar sig föreställande Jerusalem

Filmen använde några av samma 70 mm filmkameror som Christopher Nolans Dunkirk, som Branagh hade medverkat i strax före produktionen. De två var bland de mycket få som spelats in på 70 mm-film sedan Branaghs Hamlet 1996, och de enda som släpptes 2017. Branagh förklarade val av filmkamera genom att säga: "Detta format säkerställer en nivå av definition i färg och i tonomfånget och kontraster som, för dem som älskar film, är den upplevelse som ligger närmast det mänskliga ögats syn". Exekutiv producent Matt Jerkins betonade svårigheterna med detta val och sade: "Det fanns inga laboratorier i Storbritannien som kunde utveckla den här filmen. Till slut bestämde jag mig för att öppna det första av dessa laboratorier i London på trettio år, tack vare Kodak." Detta format har också använts i andra stora produktioner såsom 2016 av Quentin Tarantino för hans The Hateful Eight och året därpå i nämnda Dunkirk.
Den 27 januari 2017 avslöjades det att inspelningen av filmen också skulle genomföras i Italien i Valle d'Aosta. Inspelningsplatser sattes även upp vid Sankt Bernhardspasset, på gränsen mellan Italien och Schweiz. Scenografen Clay berättar: "Precis i början av produktionen tog vi en tur med den riktiga Orientexpressen, bara för att se hur genomförbart det skulle vara att filma på ett riktigt tåg. Det visade sig förstås snabbt att svårigheterna var enorma". Tim Parkin var järnvägskonsult på filmen och såg till att kopian av tåget som producerades av konstruktionsavdelningen var så exakt som möjligt.
I mars 2017 flyttades produktionen till Malta. Filmens öppningsscen utspelar sig i Jerusalem, men spelades in på Malta.  Filmfotografen Haris Zambarloukos och hans team åkte till Nya Zeeland ungefär ett år innan produktionen började och filmade många timmar från ett tåg som färdades genom landets bergsområden, bilder som senare användes i filmen.
Under efterproduktionen blev Branagh "Skypad tusentals mil bort" för att se Pfeiffer spela in en originallåt som heter "Never Forget" för filmens final. "Så fort vi lade till den i slutet av filmen fogade den sig sömlöst och gav ett ögonblick av reflektion och eftertanke som filmen behövde och ville ha", säger Branagh.
Branagh använder gärna kulturhistoriska motiv. I intervjun kommenterade han likheten mellan arrangemanget av de misstänkta i slutet av filmen och arrangemanget av apostlarna i Leonardo da Vincis berömda målning av Nattvarden. Han hade sett målningen två år tidigare i Milano. Poirot frågar också subliminalt vem förrädaren är. Människorna vid bordet lider alla av vad Shakespeare kallar "den djupa sorgens gift" i Hamlet, som förvandlar civiliserade människor till mördare.

### Kostym och specialeffekter
Kostymdesignern Alex Byrne sa om klädernas noggrannhet: "Du kan fortfarande hitta rester av originaltyger från 1930-talet: när du hanterar dem är de slitna och smulas sönder, men de ger dig en uppfattning om tygets vikt och vilken färg du ska leta efter. Vi köpte också en hel del prover på gamla tyger: eftersom de förblev stängda bleknade eller försämrades inte tygerna och detta var en viktig referens för vad vi tänkte göra».
Måtten för Hercule Poirots kläder togs ungefär nio månader innan inspelningen började. Den mest tidskrävande uppgiften var att definiera den exakta tjockleken och vinkeln på slipsknuten, som skulle replikeras perfekt varje gång den användes. Till råga på allt tog det tre månader av experimenterande med tyger och stärkelse, samt en hel del tålamod. Åtgärder vidtogs också för att skorna skulle kunna tillverkas för hand, så att de kunde användas inom tre månader.
Viktigt för Branagh var valet av Poirots historiska mustasch: skådespelaren och regissören samlade alla beskrivningar av detektivmustaschen skrivna av Agatha Christie, också tack vare hjälp från författarens arvingar. Därefter började de nio månader som ägnades åt forskning och utveckling av denna mustasch, ett grundläggande karakteristiskt drag i Poirots utseende. Branagh tillade: "Det tog oss flera månader att komma på mustaschen. Allt sköttes av Carol Hemming, som ansvarade för smink och hårstyling. Efter att trailern släppts uttryckte dock många fans tvivel om valet av mustasch (vit och tjock, istället för de svarta och tunna i de andra skildringarna). På dessa bryderier svarade Branagh: "Jag är så här av Agatha Christie själv. Hon sa: "Poirot måste ha den mest majestätiska mustaschen i hela England."
Specialeffektsansvarige, Dave Watkins, återskapade olika typer av snö i laboratoriet: snöpulver, slask, istappar. Dessutom byggde Watkins och hans team Orientexpressens lokomotiv så att den faktiskt kunde röra sig. För att göra detta lät Watkins sina två verkstadschefer, Jim Machin och Jason Marsch, åka till Schweiz för att träffa den person som var ansvarig för den enda 484-modellen som fortfarande fungerade. Filmen satte också ett rekord, som exekutiv producent Jenkins förklarar: "Haris och Ken drömde om en sublim Steadicam-tagning för den sista scenen. Jag tror att det är den längsta Steadicam-sekvensen som någonsin spelats in på 70 mm-film och den satte världsrekord."

## Skillnader från romanen
Filmen skiljer sig från Agatha Christies bok på några sätt:
- Karaktären Greta Olson, en svensk missionär i boken, är helt frånvarande i filmen, ersatt av Pilar Estravados (namnet på en karaktär i Hercule Poirots jul).
- Doktor Arbuthnot är inte läkare utan överste. Han är inte svart i boken, och är inte bekymrad över den rasism som fördöms i filmen.
- Doktor Constantine, som arbetar med Poirot och Bouc i boken, är frånvarande i filmen.
- Den italienske affärsmannen Antonio Foscarelli, som är med i boken, ersätts av kubanen Biniamino Marquez.
- Caroline Hubbard är, även om hon är extravagant på filmduken, inte så extravagant som det beskrivs i boken. Hon talar inte om sin dotter vid något tillfälle i filmen, medan hon i romanen inte slutar tala om henne.
- Mordvapnet sitter inte fast i Caroline Hubbards rygg i boken, utan i en frottépåse som hänger i dörrhandtaget.
- I romanen utspelar sig hela utredningen inne i Orientexpressen, karaktärerna går aldrig ut.
- Greven och grevinnan Andrenyi är båda dansare i filmen medan greven i boken är diplomat och grevinnan var skådespelerska.

## Mottagande
På recensionssiten Rotten Tomatoes har filmen ett betyg på 60 % baserat på 301 recensioner, med ett genomsnittligt betyg på 6,1/10. Hemsidans kritiska konsensus lyder: "Snygg produktion och en stjärnspäckad ensemble hindrar denna Mordet på Orientexpressen från att spåra ur, även om den aldrig riktigt bygger upp till sin klassiska föregångares berömda ånga." På Metacritic har filmen ett genomsnittsbetyg på 52 av 100, baserat på 46 kritiker, vilket indikerar "blandade eller genomsnittliga recensioner". Publiken som tillfrågades av CinemaScore gav filmen ett genomsnittligt betyg på "B" på en skala från A+ till F.
Leah Greenblatt från Entertainment Weekly gav filmen ett B+ och kallade den "en frodig gammaldags anpassning insvept i en veritabel sörja av pärlor, monoklar och internationella filmstjärnor." Blake Goble från Consequence of Sound sade: "Vackert iscensatt, exceptionellt välcastad och någorlunda trogen, Branagh har återupplivat Mordet på Orientexpressen på ett mycket tilltalande sätt." Trace Thurman från Bloody Disgusting gav filmen tre och en halv dödskalle och sa: "För dem som letar efter ett engagerande mordmysterium som respekterar sitt källmaterial och är fyllt med en stjärnspäckad rollista, behöver du inte leta längre än till Mordet på Orientexpressen." Matt Goldberg från Collider gav filmen betyget B och kallade den en "vackert utformad produktion", om än en som "faller sönder i filmens klimax". Jo Livingstone från The New Republic berömde filmens "stiliserade skönhet", men skrev att Branaghs förändring av "Poirots kinkighet … tvångsmässiga tendenser" var "mindre distinkt och i slutändan mindre intressant".
På den negativa sidan var Matthew Jacobs från The Huffington Post imponerad av skådespelarna, men kände i slutändan att "Agatha Christies deckare inte har någon ånga". Peter Travers från Rolling Stone tyckte att det fanns många tråkiga stunder och att filmen var en onödig remake. Richard Roeper från Chicago Sun-Times gav filmen två och en halv stjärna, och sade att han tyckte att den fokuserade för mycket på Poirot på bekostnad av de andra karaktärerna, och tillade: "Låt det aldrig sägas att regissören missar ett tillfälle att placera sin stjärna i centrum, och tyvärr förpassar nästan alla andra i den obligatoriska internationella all-star-ensemblen till en papperstunn karaktär med en eller högst två definierande personligheter egenskaper." Ignatiy Vishnevetsky från The A.V. Club gav filmen betyget C+ och klagade på att Branaghs "oberäkneliga regi – mer intresserad av slipat glas och overheadbilder än av misstankar och osäkerheter – förstör både brottets perfekta pussellogik och dess försåtliga lösning." Christopher Orr från The Atlantic sa att filmen var "visuellt överdådig men i övrigt trög" och sammanfattade: "Mordet på Orientexpressen är inte en dålig film i sig, bara en som känns självsvåldig och helt onödig."